# Feldhockey-Afrikameisterschaft der Damen 2009
Die Feldhockey-Afrikameisterschaft der Damen 2009 war die fünfte Austragung der Kontinentalmeisterschaft und fand vom 11. bis zum 15. Juli 2009 in Accra (Ghana) zeitgleich mit der Afrikameisterschaft der Herren statt. Das Turnier mit vier teilnehmenden Mannschaften gewann Südafrika vor Gastgeber Ghana, Nigeria und Ägypten.
Durch den Erfolg qualifizierte sich Südafrika für die Weltmeisterschaft 2010.

## Ergebnisse
Die Hauptrunde der Afrikameisterschaft fand als einfaches Rundenturnier (Jeder gegen Jeden) statt.
| Pl. | Land      | Sp. | S | U | N | Tore    | Diff. | Punkte |
| --- | --------- | --- | - | - | - | ------- | ----- | ------ |
| 1.  | Südafrika | 3   | 3 | 0 | 0 | 019:000 | +19   | 09     |
| 2.  | Ghana     | 3   | 2 | 0 | 1 | 007:600 | +1    | 06     |
| 3.  | Nigeria   | 3   | 1 | 0 | 2 | 002:700 | −5    | 03     |
| 4.  | Ägypten   | 3   | 0 | 0 | 3 | 000:150 | −15   | 0      |

|           | Sudafrika | Ghana | Nigeria | Agypten |
| --------- | --------- | ----- | ------- | ------- |
| Sudafrika | —         | 5:0   | 3:0     | 11:0    |
| Ghana     |           | —     | 4:1     | 03:0    |
| Nigeria   |           |       | —       | 01:0    |
| Agypten   |           |       |         | —       |

Die Platzierungsspiele wurden am 14. und 15. Juli 2009 ausgetragen.

|  | Finale |           |   |
|  |        |           |   |
|  |        |           |   |
|  | 1      | Südafrika | 5 |
|  | 2      | Ghana     | 1 |

|  | Spiel um Platz 3 |         |   |
|  |                  |         |   |
|  |                  |         |   |
|  | 3                | Nigeria | 4 |
|  | 4                | Ägypten | 1 |